# سامية حسن نور
سامية حسن نور (من مواليد 5 ديسمبر 1999) هي عداءة مسافات طويلة من جيبوتي. وهي صاحبة الرقم القياسي الوطني في سباقات 5000 متر و10000 متر. 

## الحياة المهنية
سجلت سامية أفضل رقم شخصي وقدره 33:21.50 لمسافة 10000 متر لتفوز بالميدالية البرونزية في دورة الألعاب الفرنكوفونية 2023 التي أقيمت في كينشاسا وهو أفضل رقم وطني. 
في مارس 2024، احتلت المركز السادس في سباق 5000 متر في دورة الألعاب الأفريقية 2023 المؤجلة في أكرا. 
في أبريل 2024، حصلت على المركز الرابع في سباق الطريق لمسافة 5 كيلومترات في مهرجان الجري أسيكس في باريس. 
في مايو 2024، احتلت المركز الثاني في National Meeting de Carqufore لمسافة تزيد عن 5000 متر مسجلة أفضل رقم شخصي قدره 15:11.76.   كما سجلت أفضل زمن شخصي في مسافة 5000 متر في ليدن في 25 مايو 2024  وفي يونيو 2024، فازت بالميدالية البرونزية في سباق 5000 متر في بطولة أفريقيا في دوالا بالكاميرون. 
مثلت سامية جيبوتي في الألعاب الأولمبية الصيفية 2024 التي أقيمت في باريس، حيث شاركت في منافسات سباق 5000 عدو متر سيدات. وكانت حاملة علم جيبوتي في حفل الافتتاح.